# Verdet frontdaurat
El verdet frontdaurat (Chloropsis aurifrons) és un ocell de la família dels cloropseids (Chloropseidae).

## Hàbitat i distribució
Habita els boscos i matolls de les terres baixes de l'Índia, Sri Lanka, sud-oest de la Xina i sud-est asiàtic.